# MCM Top
MCM Top é um canal de televisão por assinatura musical francês do Groupe M6, criado em 28 de novembro de 2003.

## História
A fim de enriquecer sua gama de canais de música, a Lagardère Active lançou o buquê MCM Music + em 28 de novembro de 2003. Este pacote era composto por três canais: MCM, MCM Pop (anteriormente MCM 2) e o MCM Top. Este último transmite continuamente os clipes atuais e o público-alvo tem entre 15 e 24 anos.
Em 13 de junho de 2007, o canal foi reformatado e tornou-se interativo. Novos programas como Fais ton Top e Fais ton Club permitiam que os telespectadores que votassem por SMS no clipe, entre dois clipes, que gostariam de ver a seguir. Outro programa, Top Mix, anteriormente comparável ao Ultra Tubes no MCM, dava a possibilidade de votar para escolher o programa que seria exibido na segunda parte da noite. Top Club, Top Rock, Top Hip Hop, Top US e Top R'N'B tornaram-se tops feitos através dos votos dos espectadores em top.mcm.net, bem como em "Top.fr", que é comparável ao "clique em mcm.fr".
Em 29 de março de 2011, o canal passou para o formato 16:9, com layout e dispositivos mais completos, que facilitam o direcionamento da oferta dos canais MCM. O canal não é mais interativo. Desde o final de novembro de 2014, o canal veicula clipes 24 horas por dia, todos os dias (Top Mix e Top Night) e às segundas-feiras das 22h30 às 23h30, clipes de uma estrela (Top Star).